# روي وود (لاعب كرة قاعدة)
روي وود (بالإنجليزية: Roy Wood)‏ هو لاعب كرة قاعدة أمريكي، ولد في 29 أغسطس 1892 في مونتايسلو في الولايات المتحدة، وتوفي في 6 أبريل 1974 في فايتفيل في الولايات المتحدة.

## وصلات خارجية
- روي وود على موقعبيزبول رفرنس.كوم (الدوري الرئيسي) (الإنجليزية)
- روي وود على موقعبيزبول رفرنس.كوم (الدوري الثانوي) (الإنجليزية)